# Aeroportul Național Springfield-Branson
Aeroportul Național Springfield-Branson (IATA: SGF, ICAO: KSGF, FAA LID: SGF) este un aeroport din Missouri, Statele Unite ale Americii ce deservește zona Springfield. Aeroportul a fost tranzitat în 2019 de 1.170.328 de pasageri. A fost deschis în 1945 și numit după zona deservită.
Situat la o altitudine de 386 m, aeroportul dispune de 2 piste.

## Infrastructură

### Piste
Aeroportul dispune de 2 piste. Pista 02/20 are suprafața de beton și dimensiunile 7.003 picioare × 150 picioare. Pista 14/32 are suprafața de beton și dimensiunile 8.000 picioare × 150 picioare. 